# Reza Shekari
Reza Shekari Qezel Qayah (Teerã, 31 de maio de 1998) é um futebolista profissional iraniano que atua como meia, atualmente joga pelo Persepolis.

## Carreira
Shekari se profissionalizou no Zob Ahan, em 2015. Em 2017 se transferiu para o Rubin Kazan, da Rússia.

## Títulos
- Copa do Irã: 2015-16 e 2019-20[3]